# Харитонов, Александр Иванович (артист)
Александр Иванович Харитонов (18 июля 1948, Ногинск, СССР — 17 февраля 2021, Москва, Россия) — советский актёр театра и кино, писатель, поэт, драматург, художник.

## Биография
Родился 18 июля 1948 года в Ногинске. Детство Александра прошло в посёлке Торбеево, где он учился в средней школе № 18.
В 1971 году окончил Школу-студию МХАТ (актёрский факультет, курс В. К. Монюкова). Ещё будучи студентом, стал сниматься в кино — на его счету более пятнадцати ролей в художественных фильмах.
С 1971 по 1987 проработал в труппе Ногинского драматического театра, играл характерные роли. Написал пьесу «Благовещенский участок», по которому режиссёр Евгения Кемарская поставила спектакль.
Помимо актёрской деятельности писал стихи, пьесы, прозу. Дружил с писателем-фронтовиком Виталием Мелентьевым, который с 1973 года вёл в Ногинске литературное объединение «Огонёк». Под его влиянием Харитонов написал детскую художественную повесть, которая в 1981 году вышла в издательстве «Детская литература» — «Ловушка для беглецов». А в декабре 1988 года журнал «Знамя» опубликовал повесть Харитонова «Тётка».
В 1987 году Харитонов ушёл из театра и вместе с семьёй (жена и дочь) переехал в Москву. Работал художником-постановщиком в основанной им детской театральной студии «Белая ворона» в подмосковном Жуковском. На сцене этой студии поставил около двадцати спектаклей, включая драматические произведения Пушкина, Чехова, Соллогуба, Лескова, Бергмана и других известных авторов. В Жуковском осуществил постановку своей пьесы «Дорога к Золотому Плёсу».
В 2008—2009 годах на страницах Ногинской муниципальной газеты «Волхонка» был опубликован роман «Дама-невидимка».
Ушёл из жизни 17 февраля 2021 года в Москве на 73-м году жизни. Похоронен на Ново-Люберецком кладбище Московской области.

## Фильмография
- 1971 — Ох, уж эта Настя! — Саша Жариков
- 1972 — Чудак из пятого «Б» — учитель математики
- 1974 — Пламя — Иванька
- 1975 — Роса — дядя Гена, колхозник
- 1975 — Когда дрожит земля — верхолаз
- 1975 — Иван и Коломбина — Иван Чепрасов
- 1975 — Горожане — молодой таксист
- 1976 — Житейское дело (киноальманах) — Владимир, младший сержант, начальник радиостанции
- 1976 — Венок сонетов — майор Крупенин
- 1977 — Судьба — Миша, партизан
- 1978 — На новом месте — Большухин, участковый милиционер
- 1979 — Дикая охота короля Стаха — Андрей Светилович
- 1983 — Карастояновы (СССР, Болгария) — Николай Островский
- 1985 — Прыжок